# Oh Baby Mine (I Get So Lonely)
Oh Baby Mine (I Get So Lonely) est une chanson écrite et composée par Pat Ballard en 1953. Enregistrée en single par The Four Knights (en), elle atteint le numéro 3 des ventes du Billboard américain et à fait l'objet de nombreuses reprises.

## Création et enregistrement original
Pat Ballard s'est inspiré d'une balade du XIXe siècle, Gentle Down the Stream pour créer la chanson. C'est la 249e chanson qu'il écrit depuis son premier succès Any Ice Today, Lady? paru en 1925.
The Four Knights (en) enregistre la chanson, le 17 mars 1953, sous le titre I Get So Lonely (When I Dream About You) sur le label Capitol Records,. Sortie juste avant Noël, elle rencontre rapidement le succès et atteint la troisième place au classement Billboard Best Sellers in Stores, et la deuxième place dans le classement Cash Box en 1954. La phrase de refrain Oh Baby Mine n'est au début pas présente dans le titre, elles est introduite lors des tirages suivants pour faire suite aux demandes des clients lors des achats.

## Classements
| Palmarès (1954)                | Meilleure position | Nombre de semaines dans les classements |
| ------------------------------ | ------------------ | --------------------------------------- |
| États-Unis (Billboard)         | 3                  | 23                                      |
| États-Unis (Cash Box)          | 2                  | 26                                      |
| Royaume-Uni (UK Singles Chart) | 5                  | 11                                      |

## Reprises
Dès 1954, la chanson fait l'objet de nombreuses reprises. Bing Crosby l'enregistre le 29 janvier 1954, accompagné de Guy Lombardo et de ses Royal Canadian à Los Angeles,. Anne Shelton avec Ken Mackintosh et son orchestre l'enregistrent à Londres le 3 mars 1954. La version country de Johnnie & Jack (en) fait son entrée au classement Billboard Hot Country Songs le 10 avril 1954, atteint la première place et reste 18 semaines dans le classements,. Elle est aussi numéro 25 dans le classement country and western retail sales chart de Billboard à la fin de l'année 1954.
En 1979, l'enregistrement de Bobby G. Rice (en) atteint la 49e place du classement Hot Country Songs. La version des Statler Brothers, atteint la deuxième position du classement Hot Country Songs en 1983. La même année, le chanteur et humoriste néerlandais André van Duin la publie sous le titre De Heidezangers, la chanson atteint la deuxième place du classement Nederlandse Top 40.
Au moins 31 versions de la chanson ont été enregistrées depuis sa création, des versions en norvégien, danois, néerlandais, finnois et suédois ont également été publiées.

## Dans d'autres médias
La chanson est interprétée par The Sportsmen Quartet et Eddie Anderson dans l'épisode de la saison 5 de The Jack Benny Program, How Jack Found Mary, diffusée le 31 octobre 1954.